# Colard II
Colard II (ou Colard II de la Clyte (ou de la Clite), Colard van den Clyte en néerlandais, décédé en 1404) seigneur de Commines, Renescure, bailli de Flandres, chevalier de la Toison d'Or, est un noble du Moyen Âge flamand.
Il est le grand-père de Philippe de Commynes (Philippe de La Clyte de Commynes, 1447-1511), un homme politique, chroniqueur, historien et mémorialiste flamand de langue française.
La famille de la Clyte, une famille ayant eu une influence durant l'histoire de la commune de Comines  dans le Nord; Les van den Clyte, d'origine yproise, sont une lignée dont l'anoblissement date de la fin du XIVe siècle.
Colard était chevalier, mais aussi un ingénieur. Il fut chargé de fortifier le port de Nieuwpoort, de construire le château de Courtrai (voir Tours du Broel). Il dressa les plans des remparts d'Ypres et en dirigea la construction en 1388.
C'est avec l'aide de son fils Jean I de la Clyte (décédé en 1443) qu'il entreprit la reconstruction du château de Comines en 1385. Ce château, avec ses quatre grosses tours à l'extérieur, ses quatre petites à l'intérieur, était réputé imprenable. Il était considéré comme l'un des plus beaux de tous les Pays-Bas et donnait à la ville une grande célébrité.